# Atletica leggera ai Giochi della XXX Olimpiade - Decathlon
Ai Giochi della XXX Olimpiade, che si sono tenuti a Londra nel 2012, la competizione del decathlon maschile si è svolta tra l'8 e il 9 agosto presso lo Stadio Olimpico di Londra.

## Presenze ed assenze dei campioni in carica
Per i campionati europei si considera l'edizione del 2010.
| Competizione         | Atleta               | Prestazione | Londra 2012   |
| -------------------- | -------------------- | ----------- | ------------- |
| Olimpiadi 2012       | Bryan Clay           | 8 791 p.    | 12° ai Trials |
| Commonwealth 2010    | Jamie Adjetey-Nelson | 8 070 p.    | Assente       |
| Europei 2010         | Romain Barras        | 8 453 p.    | Assente       |
| Asiatici 2010        | Dmitrij Karpov       | 8 026 p.    | Presente      |
| Panamericani 2011    | Leonel Suárez        | 8 373 p.    | Presente      |
| Africani 2011        | Jangy Addy           | 7 985 p.    | Presente      |
| Mondiali 2011        | Trey Hardee          | 8 607 p.    | Presente      |
|                      |                      |             |               |
| Mondiali junior 2008 | Jan Felix Knobel     | 7 896 p.    | Presente      |

## Programma orario
| Data               | Ora                           | Specialità                                                                             |
| ------------------ | ----------------------------- | -------------------------------------------------------------------------------------- |
| Mercoledì 8 agosto | 10:10 11:10 12:50 18:00 21:30 | 100 metri piani Salto in lungo Getto del peso Salto in alto 400 metri piani            |
| Giovedì 9 agosto   | 9:00 9:55 12:55 18:30 21:20   | 110 metri ostacoli Lancio del disco Salto con l'asta Lancio del giavellotto 1500 metri |

## La gara
In giugno lo statunitense Ashton Eaton è diventato il nuovo primatista mondiale con 9.039 punti. Eaton diventa il favorito d'obbligo per l'oro. L'ex primatista mondiale Roman Šebrle alla bella età di 38 anni, è presente per onore di firma. Dopo i 100 metri corsi in un modesto 11”54, capisce di non poter confermare il suo blasone e si ritira con onore.
Ashton Eaton si pone in testa fin dalle prime prove (10”35 sui 100 metri e 8,03 nel salto in lungo), poi si concentra sul vincere l'oro piuttosto che battere il suo fresco record.
Il suo punteggio finale, comunque, è l'ottavo più alto di sempre (8.869); anche il margine sul secondo arrivato, il connazionale Trey Hardee è consistente: 198 punti.
Per quanto riguarda i migliori risultati ottenuti dal lotto dei partecipanti, Eaton prevale in tre specialità (100 m, 400 m e lungo); Hardee nei 110 h, Suárez (Cuba), in alto e giavellotto. Proprio in questa gara, che si disputa come penultima prova, il cubano ottiene il bronzo distanziando il belga Van Alphen con una bordata di 76,94 metri. Nessun altro atleta prevale in più di una gara.

## Classifica generale
| Primatista stagionale | 9 039 (23/6) | Ashton Eaton | Presente |

| Pos     | Atleta                 | Età | Paese         |             | Singole prove | Singole prove | Singole prove | Singole prove | Singole prove | Singole prove | Singole prove | Singole prove | Singole prove | Singole prove |  | Totale |
| Pos     | Atleta                 | Età | Paese         | 100 m       | Lungo         | Peso          | Alto          | 400 m         | 110 hs        | Disco         | Asta          | Giavell.      | 1500 m        |               |  | Totale |
| ------- | ---------------------- | --- | ------------- | ----------- | ------------- | ------------- | ------------- | ------------- | ------------- | ------------- | ------------- | ------------- | ------------- | ------------- |  | ------ |
| Oro     | Ashton Eaton           | 24  | Stati Uniti   |             | 1011 10,35 s  | 1068 8,03 m   | 769 14,66 m   | 850 2,05 m    | 963 46,90 s   | 1032 13,56 s  | 716 42,53 m   | 972 5,20 m    | 767 61,96 m   | 721 4'33"59   |  | 8 869  |
| Argento | Trey Hardee            | 28  | Stati Uniti   | 994 10,42 s | 942 7,53 m    | 807 15,28 m   | 794 1,99 m    | 904 48,11 s   | 1035 13,54 s  | 834 48,26 m   | 849 4,80 m    | 838 66,65 m   | 674 4'40"94   | 8 671         |  |        |
| Bronzo  | Leonel Suárez          | 25  | Cuba          | 801 11,27 s | 940 7,52 m    | 759 14,50 m   | 906 2,11 m    | 859 49,04 s   | 917 14,45 s   | 782 45,75 m   | 819 4,70 m    | 996 76,94 m   | 744 4'30"08   | 8 523         |  |        |
| 4       | Hans Van Alphen        | 30  | Belgio        | 850 11,05 s | 970 7,64 m    | 819 15,48 m   | 850 2,05 m    | 853 49,18 s   | 863 14,89 s   | 835 48,28 m   | 849 4,80 m    | 763 61,69 m   | 795 4'22"50   | 8 447         |  |        |
| 5       | Damian Warner          | 23  | Canada        | 980 10,48 s | 945 7,54 m    | 712 13,73 m   | 850 2,05 m    | 899 48,20 s   | 926 14,38 s   | 785 45,90 m   | 819 4,70 m    | 780 62,77 m   | 746 4'29"85   | 8 442         |  |        |
| 6       | Rico Freimuth          | 24  | Germania      | 940 10,65 s | 864 7,21 m    | 782 14,87 m   | 714 1,90 m    | 906 48,06 s   | 989 13,89 s   | 852 49,11 m   | 880 4,90 m    | 698 57,37 m   | 695 4'37"62   | 8 320         |  |        |
| 7       | Oleksij Kas'janov      | 27  | Ucraina       | 961 10,56 s | 947 7,55 m    | 756 14,45 m   | 794 1,99 m    | 888 48,44 s   | 963 14,09 s   | 802 46,72 m   | 790 4,60 m    | 661 54,87 m   | 721 4'33"68   | 8 283         |  |        |
| 8       | Sergej Sviridov        | 22  | Russia        | 910 10,78 s | 922 7,45 m    | 754 14,42 m   | 794 1,99 m    | 866 48,91 s   | 799 15,42 s   | 817 47,43 m   | 790 4,60 m    | 865 68,42 m   | 702 4'36"63   | 8 219         |  |        |
| 9       | Willem Coertzen        | 30  | Sudafrica     | 841 11,09 s | 854 7,17 m    | 715 13,79 m   | 850 2,05 m    | 882 48,56 s   | 955 14,15 s   | 738 43,58 m   | 760 4,50 m    | 810 64,79 m   | 768 4'26"52   | 8 173         |  |        |
| 10      | Pascal Behrenbruch     | 27  | Germania      | 847 11,06 s | 850 7,15 m    | 831 15,67 m   | 767 1,96 m    | 813 50,04 s   | 932 14,33 s   | 761 44,71 m   | 819 4,70 m    | 810 64,80 m   | 696 4'37"46   | 8 126         |  |        |
| 11      | Eelco Sintnicolaas     | 25  | Paesi Bassi   | 894 10,85 s | 903 7,37 m    | 739 14,18 m   | 740 1,93 m    | 868 48,85 s   | 920 14,43 s   | 509 32,26 m   | 1004 5,30 m   | 720 58,82 m   | 737 4'31"17   | 8 034         |  |        |
| 12      | Brent Newdick          | 27  | Nuova Zelanda | 838 11,10 s | 900 7,36 m    | 795 15,09 m   | 767 1,96 m    | 804 50,22 s   | 847 15,02 s   | 791 46,15 m   | 819 4,70 m    | 735 59,82 m   | 692 4'38"20   | 7 988         |  |        |
| 13      | Gonzalo Barroilhet     | 26  | Cile          | 821 11,18 s | 767 6,80 m    | 758 14,49 m   | 850 2,05 m    | 766 51,07 s   | 959 14,12 s   | 690 41,27 m   | 1035 5,40 m   | 697 57,25 m   | 629 4'48"23   | 7 972         |  |        |
| 14      | Yordani García         | 24  | Cuba          | 906 10,80 s | 755 6,75 m    | 758 14,48 m   | 794 1,99 m    | 873 48,76 s   | 944 14,24 s   | 711 42,27 m   | 790 4,60 m    | 736 59,85 m   | 689 4'38"57   | 7 956         |  |        |
| 15      | Kévin Mayer            | 20  | Francia       | 791 11,32 s | 854 7,17 m    | 731 14,05 m   | 850 2,05 m    | 873 48,76 s   | 780 15,59 s   | 689 41,20 m   | 819 4,70 m    | 774 62,41 m   | 791 4'23"02   | 7 952         |  |        |
| 16      | Il'ja Škurenëv         | 21  | Russia        | 858 11,01 s | 874 7,25 m    | 661 12,89 m   | 822 2,02 m    | 823 49,81 s   | 925 14,39 s   | 736 43,51 m   | 941 5,10 m    | 645 53,81 m   | 663 4'42"80   | 7 948         |  |        |
| 17      | Eduard Michan          | 23  | Bielorussia   | 919 10,74 s | 799 6,94 m    | 774 14,75 m   | 740 1,93 m    | 889 48,42 s   | 955 14,15 s   | 755 44,42 m   | 731 4,40 m    | 673 55,69 m   | 693 4'38"06   | 7 928         |  |        |
| 18      | Dmitrij Karpov         | 31  | Kazakistan    | 881 10,91 s | 864 7,21 m    | 880 16,47 m   | 794 1,99 m    | 822 49,83 s   | 924 14,40 s   | 765 44,93 m   | 941 5,10 m    | 588 49,93 m   | 467 5'16"83   | 7 926         |  |        |
| 19      | Luiz Alberto de Araújo | 25  | Brasile       | 929 10,70 s | 852 7,16 m    | 699 13,52 m   | 740 1,93 m    | 897 48,25 s   | 875 14,79 s   | 762 44,76 m   | 790 4,60 m    | 612 51,59 m   | 693 4'38"04   | 7 849         |  |        |
| 20      | Keisuke Ushiro         | 26  | Giappone      | 791 11,32 s | 781 6,86 m    | 703 13,59 m   | 794 1,99 m    | 779 50,78 s   | 794 15,47 s   | 801 46,66 m   | 880 4,90 m    | 834 66,38 m   | 685 4'39"33   | 7 842         |  |        |
| 21      | Ingmar Vos             | 26  | Paesi Bassi   | 865 10,98 s | 878 7,27 m    | 714 13,77 m   | 767 1,96 m    | 832 49,62 s   | 897 14,61 s   | 711 42,26 m   | 760 4,50 m    | 762 61,60 m   | 619 4'50"01   | 7 805         |  |        |
| 22      | Edgars Erinš           | 26  | Lettonia      | 863 10,99 s | 809 6,98 m    | 695 13,45 m   | 740 1,93 m    | 786 50,62 s   | 823 15,22 s   | 769 45,10 m   | 760 4,50 m    | 698 57,35 m   | 706 4'35"88   | 7 649         |  |        |
| 23      | Jangy Addy             | 27  | Liberia       | 885 10,89 s | 790 6,90 m    | 788 14,97 m   | 740 1,93 m    | 878 48,64 s   | 945 14,23 s   | 779 45,61 m   | 673 4,20 m    | 594 50,36 m   | 514 5'08"14   | 7 586         |  |        |
| 24      | Attila Szabó           | 28  | Ungheria      | 827 11,15 s | 804 6,96 m    | 724 13,93 m   | 714 1,90 m    | 777 50,83 s   | 859 14,92 s   | 770 45,14 m   | 790 4,60 m    | 720 58,84 m   | 596 4'53"81   | 7 581         |  |        |
| 25      | Darius Draudvila       | 29  | Lituania      | 872 10,95 s | 842 7,12 m    | 800 15,17 m   | 767 1,96 m    | 809 50,13 s   | 865 14,87 s   | 796 46,43 m   | 673 4,20 m    | 591 50,16 m   | 542 5'03"14   | 7 557         |  |        |
| 26      | Rifat Artikov          | 29  | Uzbekistan    | 780 11,37 s | 677 6,41 m    | 735 14,11 m   | 740 1,93 m    | 729 51,91 s   | 881 14,74 s   | 737 43,53 m   | 731 4,40 m    | 687 56,62 m   | 506 5'09"52   | 7 203         |  |        |
|         | Jan Felix Knobel       | 23  | Germania      | 769 11,42 s | 826 7,05 m    | 808 15,29 m   | 850 2,05 m    | 821 49,87 s   | 846 15,03 s   | 790 46,10 m   | 731 4,40 m    | NP            | NP            | RIT.          |  |        |
|         | Kurt Felix             | 24  | Grenada       | 834 11,12 s | 967 7,63 m    | 684 13,28 m   | 850 2,05 m    | 807 50,17 s   | NP            | NP            | NP            | NP            | NP            | RIT.          |  |        |
|         | Mihail Dudas           | 23  | Serbia        | 883 10,90 s | 942 7,53 m    | 714 13,76 m   | 767 1,96 m    | NP            | NP            | NP            | NP            | NP            | NP            | RIT.          |  |        |
|         | Daniel Awde            | 24  | Gran Bretagna | 926 10,71 s | 774 6,83 m    | NP            | NP            | NP            | NP            | NP            | NP            | NP            | NP            | RIT.          |  |        |
|         | Roman Šebrle           | 38  | Rep. Ceca     | 744 11,54 s | NP            | NP            | NP            | NP            | NP            | NP            | NP            | NP            | NP            | RIT.          |  |        |

## Prima giornata
Mercoledì 8 agosto.
100 metri piani
1ª serie ore 10:10, 2ª serie ore 10:18, 3ª serie ore 10:26, 4ª serie ore 10:34 BST.
| Pos | Serie | Corsia | Atleta                 | Paese         | Tempo | Punteggio | Note                          |
| --- | ----- | ------ | ---------------------- | ------------- | ----- | --------- | ----------------------------- |
| 1   | 3     | 3      | Ashton Eaton           | Stati Uniti   | 10"35 | 1011      | Record olimpico               |
| 2   | 3     | 5      | Trey Hardee            | Stati Uniti   | 10"42 | 994       |                               |
| 3   | 3     | 8      | Damian Warner          | Canada        | 10"48 | 980       |                               |
| 4   | 3     | 2      | Oleksiy Kasyanov       | Ucraina       | 10"56 | 961       |                               |
| 5   | 3     | 7      | Rico Freimuth          | Germania      | 10"65 | 940       |                               |
| 6   | 3     | 4      | Luiz Alberto de Araújo | Brasile       | 10"70 | 929       |                               |
| 7   | 4     | 8      | Daniel Awde            | Gran Bretagna | 10"71 | 926       | Miglior prestazione personale |
| 8   | 3     | 9      | Eduard Mikhan          | Bielorussia   | 10"74 | 919       |                               |
| 9   | 4     | 7      | Sergej Sviridov        | Russia        | 10"78 | 910       | Miglior prestazione personale |
| 10  | 4     | 4      | Yordani García         | Cuba          | 10"80 | 906       |                               |
| 11  | 3     | 6      | Eelco Sintnicolaas     | Paesi Bassi   | 10"85 | 894       |                               |
| 12  | 2     | 7      | Jangj Addy             | Liberia       | 10"89 | 885       |                               |
| 13  | 4     | 3      | Mihail Dudaš           | Serbia        | 10"90 | 883       |                               |
| 14  | 1     | 3      | Dmitriy Karpov         | Kazakistan    | 10"91 | 881       |                               |
| 15  | 4     | 5      | Darius Draudvila       | Lituania      | 10"95 | 872       |                               |
| 16  | 4     | 9      | Ingmar Vos             | Paesi Bassi   | 10"98 | 865       |                               |
| 17  | 2     | 2      | Edgars Erinš           | Lettonia      | 10"99 | 863       |                               |
| 18  | 1     | 4      | Il'ja Škurenёv         | Russia        | 11"01 | 858       |                               |
| 19  | 4     | 6      | Hans van Alphen        | Belgio        | 11"05 | 850       |                               |
| 20  | 4     | 2      | Pascal Behrenbruch     | Germania      | 11"06 | 847       |                               |
| 21  | 2     | 3      | Willem Coertzen        | Sudafrica     | 11"09 | 841       |                               |
| 22  | 1     | 5      | Brent Newdick          | Nuova Zelanda | 11"10 | 838       |                               |
| 23  | 1     | 6      | Kurt Felix             | Grenada       | 11"12 | 834       |                               |
| 24  | 1     | 7      | Attila Szabó           | Ungheria      | 11"15 | 827       |                               |
| 25  | 1     | 8      | Gonzalo Barroilhet     | Cile          | 11"18 | 821       |                               |
| 26  | 2     | 6      | Leonel Suárez          | Cuba          | 11"27 | 801       |                               |
| 27  | 1     | 9      | Kévin Mayer            | Francia       | 11"32 | 791       |                               |
| 27  | 2     | 8      | Keisuke Ushiro         | Giappone      | 11"32 | 791       |                               |
| 29  | 2     | 4      | Rifat Artikov          | Uzbekistan    | 11"37 | 780       |                               |
| 30  | 1     | 2      | Jan Felix Knobel       | Germania      | 11"42 | 769       |                               |
| 31  | 2     | 5      | Roman Šebrle           | Rep. Ceca     | 11"54 | 744       |                               |

Salto in lungo
Gruppo A e gruppo B ore 11:10 BST.
Getto del peso
Gruppo A e gruppo B ore 13:10 BST.
Salto in alto
Gruppo A e gruppo B ore 18:00 BST.
400 metri piani
1ª serie ore 21:30, 2ª serie ore 21:38, 3ª serie ore 21:46, 4ª serie ore 21:54 BST.

## Seconda giornata
Giovedì 9 agosto.
110 metri ostacoli
Ore 9:00 BST.
Lancio del disco
Gruppo A e gruppo B ore 9:55 BST.
Salto con l'asta
Gruppo A e gruppo B ore 12:55 BST.
Tiro del giavellotto
Gruppo A ore 18:30, gruppo B ore 19:40 BST.
1500 metri
Ore 21:20 BST.